# 250
Криза Римської імперії у 3 столітті. Правління імператора Деція Траяна. У Китаї триває період трьох держав, найбільшою державою на території Індії є Кушанська імперія, у Персії править династія Сассанідів, в Японії розпочався період Ямато.
На території лісостепової України Черняхівська культура. У Північному Причорномор'ї готи й сармати.

## Події
- Франки проникають аж до території сучасної Іспанії.
- Готи на чолі з Кнівою вторгаються у Мезію, беруть місто Філіппополіс (сучасний Пловдив).
- Алемани тіснять римлян на Рейні.
- У Римській імперії розпочинається епідемія, відома як чума Кипріяна.
- Імператор Децій продовжує переслідувати християн, які відмовляються вшановувати імператора. Багато визначних християн загинуло і згодом були оголошені мучениками.

## Народились
- Констанцій I Хлор, майбутній імператор.
- Галерій, майбутній імператор. (дата приблизна)
- Максиміан, майбутній імператор. (дата приблизна)
- Ліциній, майбутній імператор. (дата приблизна)
- Свята Олена (дата приблизна)
- Цзо Сі, китайський поет.

## Померли
- Фабіан, папа римський
- Ісидор Хіоський
- Святий Вавила
- Конон Ісаврійський